# Jan Gottlieb Jiracek von Arnim
Jan Gottlieb Jiracek von Arnim (* 4. April 1973 in Hannover) ist ein deutsch-österreichischer Pianist.

## Leben
Jan Gottlieb Jiracek von Arnim stammt aus einer deutsch-böhmischen Musikerfamilie; er ist Sohn eines Tschechen und einer deutschen Kantorin aus dem Adelsgeschlecht Arnim. Er studierte an der Universität der Künste in Berlin und am Salzburger Mozarteum bei Hans Leygraf.
Jiracek von Arnim ist Gewinner einiger internationaler Klavierwettbewerbe, unter anderem Busoni (Bozen) und Maria Canals (Barcelona). Auszeichnungen und Preise erhielt er des Weiteren für seine Interpretationen von Werken von Ludwig van Beethoven und Olivier Messiaen. Seine internationale Karriere begann mit seinem Erfolg beim „Van Cliburn“ Klavierwettbewerb 1997 in Texas, USA.
Im Rahmen seiner internationalen Konzerttätigkeit gastierte Jiracek von Arnim unter anderem in der Carnegie Hall New York, Lincoln Center New York, Spivey Hall Atlanta, Musashino Hall Tokio, Philharmonie St. Petersburg, Rudolphinum Prag, Philharmonie Berlin, Herkulessaal München, Musikhalle Hamburg, Gewandhaus Leipzig, Konzerthaus und Musikverein Wien.
Jiracek von Arnim war Gast bei dem Klavierfestival Rhein-Ruhr, Lucerne Festival, Kissinger Sommer und dem Ravinia Festival Chicago. In der Saison 2008/2009 spielte Jiracek von Arnim unter anderem Konzerte in China, Taiwan, Südkorea, den USA, sowie Klavierabende beim EuroArts Festival und Bebersee Festival (Übertragung Deutschlandradio Berlin).
Jan Jiracek von Arnim lebt in Wien, wo er 2001 als bisher jüngster Professor für Klavier an die Universität für Musik und darstellende Kunst berufen wurde.